# Elisabeth von Sachsen-Altenburg (1826–1896)

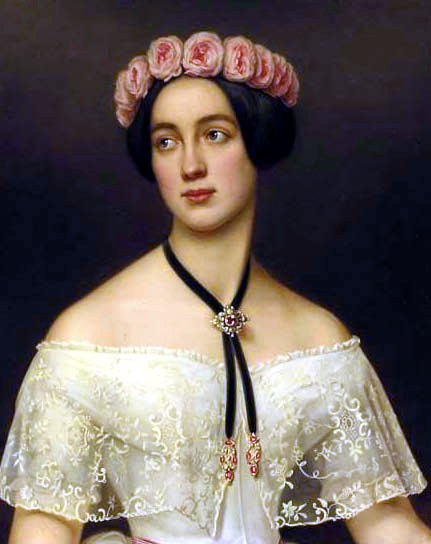
Prinzessin Elisabeth von Sachsen-Altenburg, spätere Großherzogin von Oldenburg, Porträt von Joseph Karl Stieler, um 1846

Elisabeth Pauline Alexandrine von Sachsen-Altenburg (* 26. März 1826 in Hildburghausen; † 2. Februar 1896 in Oldenburg) war eine Prinzessin von Sachsen-Altenburg und durch Heirat Großherzogin von Oldenburg.

## Leben
Elisabeth war die dritte der vier überlebenden Töchter des Herzogs Joseph von Sachsen-Altenburg (1789–1868) aus dessen Ehe mit Amalie (1799–1848), Tochter des Herzogs Ludwig von Württemberg. Damit gehörte er dem Haus Sachsen-Hildburghausen an, das am Ende ihres Geburtsjahrs in Haus Sachsen-Altenburg umbenannt wurde. Gemeinsam mit ihren Schwestern Marie, Therese und Alexandra wurde sie durch Carl Ludwig Nietzsche ausgebildet.
Elisabeth heiratete am 10. Februar 1852 in Altenburg den nachmaligen Großherzog Nikolaus Friedrich Peter (1827–1900), der seinem Vater Paul Friedrich August am 27. Februar 1853 in der Regierung folgte.  Anlässlich der Vermählung zahlte Paul Friedrich August 3000 Taler in eine Stiftung für mildtätige Zwecke, die auf seinen Wunsch Elisabethstiftung genannt wurde. Gelder aus dieser Stiftung flossen später dem Bau des Elisabeth-Kinderkrankenhaus zu, das 1872 mit 40 Betten eröffnet wurde. Ebenfalls Namensgeberin wurde Elisabeth für das 1889 gegründete Oldenburgische Diakonissenhaus, das sie außerdem als Schirmherrin unterstützte.
Der Großherzog errichtete 1864 zu Ehren seiner Frau den Elisabethturm auf dem Bungsberg. Die Moorsiedlung Colonie-Hunte-Ems-Kanal wurde 1880 zu Ehren der Großherzogin Elisabethfehn benannt. 1885 wurde das in Birkenfeld/Nahe, im oldenburgischen Fürstentum Birkenfeld, errichtete Krankenhaus ihr zu Ehren Elisabeth-Krankenhaus benannt. Aus dem Krankenhaus ging 1966 die Elisabeth-Stiftung hervor.
Elisabeth wurde im Großherzoglichen Mausoleum auf dem Gertrudenfriedhof in Oldenburg beigesetzt.

## Nachkommen
Aus ihrer Ehe mit Peter hatte Elisabeth zwei Söhne:
- Friedrich August (1852–1931), Großherzog von Oldenburg

⚭ 1. 1878 Prinzessin Elisabeth Anna von Preußen (1857–1895)
⚭ 2. 1896 Prinzessin Elisabeth Alexandrine zu Mecklenburg-Schwerin (1869–1955)
- Georg Ludwig (1855–1939)